# A Kingdom of Colours
A Kingdom of Colours is een boxset van The Flower Kings met daarin hun eerste zeven studio-albums.
De set bevatte een geremixte en geremasterde versie van het zevende studio-album Unfold the future.

## Albums
De albums in de boxset zijn:
1. Back in the world of adventures (1995)
2. Retropolis (1996)
3. Stardust we are (1997)
4. Flower power (1999)
5. Space revolver (2000)
6. The rainmaker (2001)
7. Unfold the future (re-issue 2017, origineel uit 2002)

## Musici
Gedurende deze albums had de band verschillende samenstellingen. Onderstaande musici waren op enig moment vast lid van de band.
- Roine Stolt - gitaar, zang, toetsinstrumenten
- Tomas Bodin – toetsinstrumenten, dwarsfluit
- Michael Stolt – basgitaar, zang
- Jonas Reingold - basgitaar
- Hasse Bruniusson – percussie en slagwerk
- Jaime Salazar – slagwerk
- Zoltan Czörsz – slagwerk
- Hans Fröberg - zang
- Ulf Wallander – sopraansaxofoon